# 中国人民政治协商会议全国委员会常务委员会
中国人民政治协商会议全国委员会常务委员会（简称全国政协常委会），是中国人民政治协商会议全国委员会主持会务机构，由主席、副主席、常务委员和秘书长组成。

## 沿革
1949年9月27日中国人民政治协商会议第一届全体会议通过的《中国人民政治协商会议组织法》规定，中国人民政治协商会议全国委员会“互选常务委员若干人，主席一人，副主席若干人，组织常务委员会主持会务。”常务委员会负责召集中国人民政治协商会议全国委员会会议、制定中国人民政治协商会议全国委员会的工作条例、选任中国人民政治协商会议全国委员会副秘书长。
1954年12月25日中国人民政治协商会议第二届全国委员会第一次全体会议通过的《中国人民政治协商会议章程》规定，“中国人民政治协商会议全国委员会设常务委员会主持会务。常务委员会由全国委员会的主席、副主席若干人、秘书长和常务委员若干人组成。”常务委员会负责召集中国人民政治协商会议全国委员会全体会议，选任中国人民政治协商会议全国委员会副秘书长，指定中国人民政治协商会议全国委员会各工作组组长和副组长，协商决定本届全国委员会增加或者变更参加单位或名额和决定委员人选，协商决定下届全国委员会的参加单位、名额和委员人选。中国人民政治协商会议全国委员会全体会议和常务委员会会议的决议应当以全体委员的过半数通过。只能由中国人民政治协商会议全国委员会全体会议选举全国委员会主席、副主席、秘书长和常务委员；听取和审查常务委员会的工作报告。
1978年3月8日中国人民政治协商会议第五届全国委员会第一次会议通过的《中国人民政治协商会议章程》延续了1954年章程中有关常务委员会的各项规定。
1982年12月11日中国人民政治协商会议第五届全国委员会第五次会议通过的《中国人民政治协商会议章程》，奠定了有关常务委员会的现行规定的基础。该章程后经1994年、2000年、2004年三次修订。
1988年6月9日政协第七届全国委员会常务委员会第二次会议通过了《中国人民政治协商会议全国委员会常务委员会工作规则》，1996年6月14日政协第八届全国委员会常务委员会第十七次会议修订，2005年2月28日政协第十届全国委员会常务委员会第八次会议修订。

## 组成和职权
2004年修订后的《中国人民政治协商会议章程》对中国人民政治协商会议全国委员会常务委员会作了如下规定：
关于其组成及工作方法：
- 第三十五条：“中国人民政治协商会议全国委员会设常务委员会主持会务。”“常务委员会由全国委员会主席、副主席、秘书长和常务委员组成，其候选人由参加中国人民政治协商会议全国委员会的各党派、团体、各民族和各界人士协商提名，经全国委员会全体会议选举产生。”
- 第三十七条：“中国人民政治协商会议全国委员会主席主持常务委员会的工作。副主席、秘书长协助主席工作。”
- 第二十五条：“中国人民政治协商会议全国委员会和地方委员会全体会议的议案，应经全体委员过半数通过。常务委员会的议案，应经常务委员会全体组成人员过半数通过。各参加单位和个人对会议的决议，都有遵守和履行的义务。如有不同意见，在坚决执行的前提下可以声明保留。”
- 第三十四条：“中国人民政治协商会议全国委员会全体会议行使下列职权：……二、选举全国委员会的主席、副主席、秘书长和常务委员；三、听取和审议常务委员会的工作报告；……”[6]

关于其职权：
- 第三十六条：“中国人民政治协商会议全国委员会常务委员会行使下列职权：

1. 解释中国人民政治协商会议章程，监督章程的实施；
2. 召集并主持中国人民政治协商会议全国委员会全体会议；每届第一次全体会议前召开全体委员参加的预备会议，选举第一次全体会议主席团，由主席团主持第一次全体会议；
3. 组织实现中国人民政治协商会议章程规定的任务；
4. 执行全国委员会全体会议的决议；
5. 全国委员会全体会议闭会期间，审查通过提交全国人民代表大会及其常务委员会或国务院的重要建议案；
6. 根据秘书长的提议，任免中国人民政治协商会议全国委员会副秘书长；
7. 决定中国人民政治协商会议全国委员会工作机构的设置和变动，并任免其领导成员。”[6]

- 第二十一条：“凡赞成本章程的党派和团体，经中国人民政治协商会议全国委员会常务委员会协商同意，得参加中国人民政治协商会议全国委员会。个人经中国人民政治协商会议全国委员会常务委员会协商邀请，亦得参加中国人民政治协商会议全国委员会。参加地方委员会者，由各级地方委员会按照本条上述规定办理。”
- 第二十九条：“参加中国人民政治协商会议全国委员会和地方委员会的单位和个人，如果严重违反中国人民政治协商会议章程或全体会议和常务委员会的决议，由全国委员会常务委员会或地方委员会常务委员会分别依据情节给予警告处分，或撤销其参加中国人民政治协商会议全国委员会或地方委员会的资格。”“受警告处分或撤销参加资格的单位或个人，如果不服，可以请求复议。”
- 第三十条：“每届中国人民政治协商会议全国委员会的参加单位、委员名额和人选及界别设置，经上届全国委员会主席会议审议同意后，由常务委员会协商决定。”“每届全国委员会任期内，有必要增加或者变更参加单位、委员名额和决定人选时，经本届主席会议审议同意后，由常务委员会协商决定。”
- 第三十一条：“中国人民政治协商会议全国委员会每届任期五年。如遇非常情况，由常务委员会以全体组成人员的三分之二以上的多数通过，得延长任期。”
- 第三十三条：“中国人民政治协商会议全国委员会全体会议每年举行一次。常务委员会认为必要时，得临时召集之。”
- 第三十九条：“中国人民政治协商会议全国委员会根据工作需要，设立若干专门委员会及其他工作机构，由常务委员会决定。”[6]

## 常务委员会会议
2005年修订后的《中国人民政治协商会议全国委员会常务委员会工作规则》规定：“常务委员会会议一般每季度举行一次；必要时可临时举行。”“常务委员会会议的议程草案和日程由主席会议拟定，于会前半个月将会议的有关事项通知常务委员会组成人员；临时举行的会议，可以临时通知。”“常务委员会会议由全国委员会主席主持，也可由主席委托的副主席主持。”
该规则规定的常务委员会会议的主要任务是：
1. 审议全国委员会及常务委员会会务和工作中的重大事项；
2. 协商讨论中共中央和国家重大方针政策及社会生活中的重大问题，听取中共中央、国务院以及有关部门的负责人对有关重要问题的报告或说明，提出建议和意见；
3. 审议提交全国委员会全体会议的文件；
4. 审议重要的建议案、提案、视察报告、调查报告、出访报告和其他报告[5]。

该规则规定，常务委员会举行会议时，“不是常务委员的政协全国委员会副秘书长、各专门委员会副主任，办公厅研究室主任及各局级单位负责人列席。”“视会议内容和需要，可邀请有关的全国政协委员，各省、自治区、直辖市和副省级市政协负责人列席；必要时，邀请有关党政部门负责人和其他有代表性的人士参加。”
该规则规定，“常务委员会会议必须有全体组成人员的三分之二多数出席方能举行；会议要发扬社会主义民主，对议题进行充分协商讨论，全面反映委员发表的各种意见和建议；会议的议案或其他需要表决的事项，须经常务委员会全体组成人员过半数通过方能生效。”“常务委员会会议采取全体会议和分组会议相结合的方式。根据会议议题，可按界别编组，也可混合编组。”“在常务委员会全体会议上，根据需要可安排发言。各党派、团体、专门委员会、委员个人或联名均可提交发言材料，申请发言，由会议统筹安排。”“常务委员会组成人员因病或其他特殊原因不能出席会议时，须请假。”“根据需要，可举行专题座谈会，就某项专门问题进行协商座谈，提出建议和意见。专题座谈会邀请有关常务委员和其他有关人员参加。”
专题议政性常委会议是常委会议中的特殊形式，是专题协商的重要形式。2003年7月，政协十届全国委员会常务委员会第二次会议召开，这是第十届政协第一次专题议政性常委会议，中共中央和国务院21个部门的47位负责人，92人次到会参加专题讨论，并听取意见和建议。此后专题议政性常委会议与专题协商会成为第十、十一届全国政协独特重要的履职品牌。第十二届全国政协按照协商的专题内容，加大了专题议政性常委会议和专题协商会的力度。自第十二届起，全国政协的专题协商分为两个层面：第一层面是专题议政性常委会议和专题协商会，第二层面是双周协商座谈会。

## 主席会议
2004年修订后的《中国人民政治协商会议章程》第三十七条规定：“主席、副主席、秘书长组成主席会议，处理常务委员会的重要日常工作。”“主席会议受常务委员会的委托，主持下一届第一次全体会议预备会议。”2005年修订后的《中国人民政治协商会议全国委员会常务委员会工作规则》第十八条规定：“常务委员会会议闭会期间，由主席、副主席、秘书长组成的主席会议主持常务委员会的日常工作。”主席会议一般每月召开一次；必要时可临时召开。
主席会议组成人员：
- 中国人民政治协商会议全国委员会主席（全国政协主席）
- 中国人民政治协商会议全国委员会副主席（全国政协副主席）
- 中国人民政治协商会议全国委员会秘书长（全国政协秘书长）

## 历届组成人员
- 中国人民政治协商会议第一届全国委员会常务委员会
- 中国人民政治协商会议第二届全国委员会常务委员会
- 中国人民政治协商会议第三届全国委员会常务委员会
- 中国人民政治协商会议第四届全国委员会常务委员会
- 中国人民政治协商会议第五届全国委员会常务委员会
- 中国人民政治协商会议第六届全国委员会常务委员会
- 中国人民政治协商会议第七届全国委员会常务委员会
- 中国人民政治协商会议第八届全国委员会常务委员会
- 中国人民政治协商会议第九届全国委员会常务委员会
- 中国人民政治协商会议第十届全国委员会常务委员会
- 中国人民政治协商会议第十一届全国委员会常务委员会
- 中国人民政治协商会议第十二届全国委员会常务委员会
- 中国人民政治协商会议第十三届全国委员会常务委员会
- 中国人民政治协商会议第十四届全国委员会常务委员会